# Александър VI
Александър VI (на латински: Alexander PP. VI; до интронизацията – Родриго Борджия (на италиански: Rodrigo Borgia [Родриго Борджа]) или „де Борха“ – от на испански: Rodrigo de Borja i Borja; е римски папа, представител на династията на Борджиите, заемал Светия престол 11 години – от 11 август 1492 до смъртта си на 18 август 1503 г.

## Биография
Роден е на 1 януари 1431 г. в Хатива (Xàtiva) около Валенсия. Негови родители са Хорхе Ланкол (1390—-1437) и Изабела де Борха (ум. 1468), сестра на кардинал Алфонсо Борджия. Родриго има 4 сестри и един брат, Педро Луис. Когато Родриго е на 10, умира баща му и майка му заедно със семейството си се премества във Валенсия.
Окончателен избор на своята професия Родриго прави, когато вуйчо му става римски папа през 1455 г. под името Каликст III. Изпратен е да премине съкратен курс по канонично право Болонския университет, а след това през 1456 на 25-годишна възраст Родриго става кардинал. В качеството му на легат е изпратен в град Марк в Анкона, където той бързо въвежда порядки в областта. Усмирява въстаналия папски град Асколи и спечелва всеобщо уважение със своята решителност и административни способности. След връщането му в Рим, Каликст го прави вицеканцлер на Църквата, място което е овакантено след смъртта през 1453 г. на кардинал Кондулмаро, племенник на папа Евгений IV.
Въпреки факта че неговото назначение е вероятно следствие на високото положение на вуйчо му, Родриго Борджия се изявява като умел администратор. Личният аскетизъм и обширните владения (той е бил архиепископ, епископ и абат в много области на Италия и Испания) му позволяват да стане един от най-богатите хора на своето време. Конкурент за папското място е Асканио Сфорца. Изборът на Родриго Борджия за папа е очакван. Коронован е в базиликата Св. Петър на 26 август 1492 под името Александър VI.

### Приноси
На първо време папата се погрижва за Рим. Укрепва Мавзолея на Адриан, превръщайки го в сегашната крепост. Укрепвайки Торе ди Нона, той защитава града от нападение по море. Александър VI може да се счита за основател на Citta Leonina – голяма част от Рим.
Той е широко известен като меценат и любител на изкуствата. Под негово ръководство и по негово нареждане са изпълнени много архитектурни работи. Той дава поръчки на Перуджино – учителят на Рафаело, и на Донато Браманте. По негово нареждане е нарисувана и украсена катедралата Санта Мария Маджоре. Папа покровителства Римския университет и поддържа професори. На 4 май 1493 издава булата „Inter caetera“, признаваща на кралете на Испания и Португалия правото на владение на земите, открити в морски походи и утвърждава договора за поделяне на света между тях. С помощта на Испания, Венеция, Неапол и други държави успява да разбие французите на нахлулия в Италия крал Шарл VIII.

### Вражда със Савонарола
Широко известна е враждата на Александър VI с Джироламо Савонарола. Първоначално папата се опитва да привлече проповедника на своя страна, предлагайки му архиепископство във Флоренция, а след това поста кардинал. Савонарола обаче остава непримирим опонент. През 1497 г. Александър VI отделя манастира Св. Марко от Доминиканския орден и го включва в римските провинции. Савонарола отново отказва да се подчини и папата го отлъчва от църквата. Скоро след това знаменитият проповедник е осъден като еретик и екзекутиран чрез изгаряне на клада.

### Смърт
Според една от легендите за смъртта му Александър VI е отровен заедно със сина си Чезаре Борджия и умира на 18 август 1503. Като част от нея съществува предположение, че Александър е искал да отрови трима кардинали и наредил да бъде отровено виното в три бутилки. Когато поискал да донесат вино за него и Чезаре, по погрешка донесли от отровеното вино. На Чезаре му провървяло повече и благодарение на младия си организъм успял да победи отровата и да оздравее.
Реално обаче папата умира от маларична треска, от която се заразява заедно със сина си.

### Личен живот
Има редица доказателства, че Александър VI е имал множество любовници по време на своето управление във Ватикана, както и че извършил множество злоупотреби в личен интерес и престъпления срещу своите опоненти. 
Има многочислено извънбрачно потомство. Още като кардинал в своя дворец съжителства с много жени. 
От Ваноца дей Катанеи, псевдоним на Джовàна Катанèи (* 13 юли 1442, Мантуа, Херцогство Мантуа или Рим, Папска държава; † 26 ноември 1518, Рим), има трима сина и една дъщеря:
- Джовани Борджия, с пълно име Джовàни Бòрджа Катанèи (* 1476, Рим, Папска държава; † 14 юни 1497, Папска държава), военен, втори херцог на Гандия (1488 – 1497), херцог на Сеса,  гонфалониер на Църквата и генерален капитан на Църквата, ∞ септември 1493 г. за Мария Енрикес де Луна (* 1474 или 1475, † 1539), испанска благородничка и първа братовчедка на крал Фернандо II Арагонски, дъщеря на Енрике Енрикес де Киньонес, господар на Виляда, Вилявисенсио, Орсе и Баса, от която има син и дъщеря
- Чезаре Борджия, наречен Валентино (* 13 септември 1475, Субиако, Папска държава; † 12 март 1507, Виана, Кралство Навара), кардинал (20 септември 1493 – 17 август 1498), политик, херцог на Валантиноа (17 август 1498 – 12 март 1507), на Романя (15 май 1501 – 1503) и на Урбино (20 юни 1502 – 18 октомври 1502), граф на Диоа, принц на Андрия и Венафро, господар на Имола, Форли, Бертиноро и др., гонфалониер на Църквата (1500 – 1503) и генерален капитан на Светата църква (1500 – 1503). Голяма част от своята известност дължи на Николо Макиавели, който често го споменава в творбата си „Владетелят“. ∞ 10 май 1499 за Шарлот д`Албре (* 1480, † 11 март 1514), сестрата на краля на Навара Жан III Наварски, от която има една дъщеря. Има най-малко 11 извънбрачни деца
- Гофредо Борджия (* 1481, Рим, Папска държава; † декември 1516 или януари 1517, Скуилаче), припознат от папата, но има вероятност и да е единственият син на Ваноца от законния ѝ съпруг; чрез брак принц на Скуилаче (1494 – 1517), граф на Алвито и Кариати ∞ 1. 16 август 1493 в Рим (чрез пълномощник), 11 май 1494 в Неапол за Санча Арагонска (* 1478, Гаета, Неаполитанско кралство; † 1506, Неапол), принцеса на Скуилаче и графиня на Алвито, извънбрачна дъщеря на Алфонсо II Неаполитански, херцог на Калабрия и по-късно за кратко крал на Неапол, и на метресата му Троджия Гацела, от която няма деца 2. 1506 в Скуилаче за братовчедка си Мария Мила ди Арагона и де Вилархермоса от семейството на принцовете на Ардоре и дама, следваща инфантата Катерина Арагонска, от която има четири деца. Има един извънбрачен син
- Лукреция Борджия ( * 18 април 1480, Субиако, Папска държава; † 24 юни 1519, Ферара, Херцогство Ферара), господарка на Непи (10 октомври 1499 – 17 септември 1501), господарка на Сермонета и Басиано (12 септември 1500 – 17 септември 1501), и чрез бракове господарка на Пезаро и Градара (12 юни 1493 – 20 декември 1497), херцогиня на Бишелие и княгиня на Салерно (21 юли 1498 – 18 август 1500), херцогиня на Ферара, Модена и Реджо (23 януари 1505 – 24 юни 1519), ∞ 1. 12 юни 1493 за Джовани Сфорца (* 5 юли 1466, Пезаро; † 27 юли 1510, Пезаро), господар на Пезаро и Градара, от когото няма деца 2. 21 юли 1498 за Алфонсо Арагонски (* 1481, Кралство Неапол; † 18 август 1500, Рим), принц на Салерно, от когото има един син 3. 26 август 1501 във Ватикана (договор), 1 септември във Ферара (чрез пълномощник) за Алфонсо I д’Есте (* 21 юли 1476, Ферара; † 31 октомври 1534, Ферарам), херцог на Ферара, Модена и Реджо, от когото има пет сина и две дъщери. Има и един извънбрачен син вероятно от пажа на баща си Педро Калдерон

Има три деца от една или повече неизвестни майки, както и още две вероятни:
- Пиер Луиджи Борджия (* 1458 или 1463, Рим, Папска държава, или Испания; † 3 септември 1488, Чивитавекия, пак там), военен, 1-ви херцог на Гандия, гранд на Испания
- Изабела Борджия (* 1467 † 1547)
- Джиролама Борджия (* 1469, Рим, Папска държава; † 20 януари 1483, пак там), ∞  за римския аристократ Джовани Андреа (Джанандреа) Чезарини
- Джовани Борджия (* март 1498, † 1547 или 1548), известен като Infans Romanus, от 1501/1502 до 1503 г. херцог на Камерино, Непи и Палестрина, господар на Ветрала. Според някои е незаконен син на Лукреция Борджия и Педро Калдерон, паж и фаворит на папата.[3]
- Родриго Борджия (* 1503 † 1527), припознат от папата.[4] Според някои е незаконен син на кардинал Франческо Борджия.

Вероятно има една дъщеря от Джулия Фарнезе (сестра на Алесандро Фарнезе, бъдещ Павел III):
- Лаура Орсини (* 30 ноември 1492, Рим, Папска държава; † 1530, пак там), господарка на Карбоняно

- Ваноца Катанеи
- „Дамата с еднорога“, предполагаем портрет на Джулия Фарнезе от Рафаело
- Джовани Борджия, втори херцог на Гандия.
- Чезаре Борджия
- Лукреция Борджия
- Гофредо Борджия (1482 – 1522)

## Интересни факти
- Александър VI е един от централните образи във филма „Отровите, или световната история на отравянето“
- На Родриго Борджия (Александър VI) и неговото семейство е посветена книгата на Марио Пузо „Фамилията“.
- На папа Александър VI и неговото семейство е посветен е историческият филм „Династията на Борджиите“ (2006).
- След като Александър VI умира, обкръжаващата атмосфера е на ненавист и страх, в такава степен, че Юлий II и всички негови приемници отказват да заемат апартамента на Борджия във Ватикана, който остава в забвение до 19 век.